# Lindsaea azurea
Lindsaea azurea är en ormbunkeart som beskrevs av Christ. Lindsaea azurea ingår i släktet Lindsaea och familjen Lindsaeaceae. Inga underarter finns listade.